# Max Matter
Max Matter (* 8. März 1945 in Zürich; † 5. Dezember 2023) war ein Schweizer Sozialanthropologe und Volkskundler.

## Werdegang
Sein Studium der Volkskunde, Publizistik/Kommunikationswissenschaft sowie Sozial- und Wirtschaftsgeschichte, an der Universität Zürich schloss Matter 1975 mit der Promotion ab. Nach Tätigkeiten an den Universitäten Münster, Bonn und Mainz habilitierte er sich 1983 an der Universität Mainz mit der Habilitationsschrift Dörflicher Hausbau und Hausbesitz heute. Nach einer Lehrtätigkeit im Sommersemester 1984 an der Universität Marburg war er von 1985 bis 1996 Professor für Kulturanthropologie und Europäische Ethnologie an der Universität Frankfurt am Main. Im Sommersemester 1993 lehrte Max Matter als Gast an der Universität Kiel. 1996 wurde er zum Ordinarius für Volkskunde an der Universität Freiburg ernannt. Von 1997 bis zu seiner Pensionierung 2010 war er zusätzlich Direktor des Instituts für Volkskunde und des Deutschen Volksliedarchivs.
Max Matter war von 1990 bis 1998 Vorsitzender der Hessischen Vereinigung für Volkskunde. Er ist seit 1998 Mitglied des Rats für Migration, dessen Vorstand er von 1998 bis 2013 angehörte. Max Matter ist Wissenschaftlicher Beirat der Otto-Benecke-Stiftung. Er ist Mitglied des vom Europarat und der EU initiierten European Academic Network on Romani Studies. Seine Forschungsschwerpunkte liegen in der Migrationsforschung, insbesondere der Zuwanderung sogenannter Gastarbeiter und der Folgegenerationen sowie in der Untersuchung der Migration von Roma-Minderheiten in die EU. Darüber hinaus beschäftigt er sich mit interethnischen Beziehungen, dem Umgang mit Fremdheit, der ethnologischen Nahrungsforschung sowie Lebensalterstudien. Er war Mitherausgeber der Hessischen Blätter für Volks- und Kulturforschung und des Jahrbuchs für Volksliedforschung (seit 2000 Lied und populäre Kultur / Song and Popular Culture).

## Publikationen
- Wertesystem und Innovationsverhalten. Studien zur Evaluation innovationstheoretischer Ansätze, durchgeführt im Lötschental/Schweiz. Hohenschäftlarn bei München 1978. (Kulturanthropologische Studien; 3). (Diss. phil. I, Univ. Zürich, 1975).
- Dörflicher Hausbau und Hausbesitz heute. Ein ländliches Kulturmuster, seine historische und ideologische Herkunft. Bauen und Wohnen in einer Bauarbeitergemeinde in der östlichen Hocheifel. Mainz 1983. (Habil.-Schrift, Univ. Mainz, 1983).
- Fremde Nachbarn. Aspekte türkischer Kultur in der Türkei und in der Bundesrepublik Deutschland. Jonas, Marburg 1992, ISBN 978-3-89445-145-5.
- Die Situation der Roma und Sinti nach der EU-Osterweiterung. V&R unipress, Göttingen 2005, ISBN 978-3-89971-252-0. (Beiträge der Akademie für Migration und Integration; Heft 9).
- mit Sabine Zinn-Thomas, Reinhard Johler: Mobilitäten – Europa in Bewegung als Herausforderung kulturanalytischer Forschung. Waxmann, Münster 2011, ISBN 978-3-8309-2495-1.
- mit Anna Caroline Cöster: Fremdheit und Migration. Kulturwissenschaftliche Perspektiven für Europa. Tectum Verlag, Marburg 2011, ISBN 978-3-8288-2585-7.
- Nirgendwo erwünscht. Zur Armutsmigration aus Zentral- und Südosteuropa in die Länder der EU-15 unter besonderer Berücksichtigung von Angehörigen der Roma-Minderheiten.  Wochenschau-Verlag, Schwalbach am Taunus 2015, ISBN 978-3-7344-0021-6. (Reihe Rat für Migration).